# Häxprocessen i Ban de la Roche
Häxprocessen i Ban de la Roche var en häxprocess som ägde rum i Ban de la Roche i Alsace mellan 1620 och 1621. 
Den resulterade i minst 53 dödsoffer i en befolkning av maximalt 1 200 personer, av vilka två tredjedelar var kvinnor. Detta är dock endast det antal som finns dokumenterade: det är känt att mycket dokumentation saknas, och det rätta antalet uppskattas ha varit åtminstone sjuttio personer. 
Häxprocessen i Ban de la Roche var en del av den intensiva häxjakt som pågick under 1620-talet i sydvästra Tyskland och i Alsace i nordöstra Frankrike. Det var ett område som påverkades av religiösa spänningar på grund av en intensiv motreformation och ekonomiska spänningar på grund av dåliga skördar och klimatförändringar; den närliggande häxprocessen i Molsheim (1626-1630) avrättade 113 personer. 
Anklagelserna spred sig genom att lokala konflikter resulterade i angivelser av en person som sedan under tortyr tvingades att först erkänna sin egen skuld och sedan peka ut andra, som i sin tur arresterades. Häxprocessen präglades av rykten om sjukdomar som orsakats av förgiftningar med trollmedel som tillverkats av "fetter" som orsakade sjukdom, skada och död hos människor och djur och rituella mord på barn som grävts upp efter döden för att utvinna fetter. 